# وفاة عمر أسعد
عمر أسعد (–تُوفي في 12 يناير 2022 في جلجيليا) مسّن فلسطيني–أمريكي كان يبلغ من العمر 80 عامًا عندما اعتقله عناصر من كتيبة نيتسح يهودا في قوات الاحتلال الإسرائيلي وقاموا بتقييد يديه وتكميمه وأجبروه على الاستلقاء على بطنه لمدة تتراوح بين 20 دقيقة وساعة؛ مما أدى إلى وفاته جراء سكتة قلبية ناجمة عن الإجهاد.
قال المتحدث باسم وزارة الخارجية الأمريكية نيد برايس إن المسؤولين الأمريكيين طلبوا "توضيحًا" للأحداث من إسرائيل، قائلين "إننا نؤيد إجراء تحقيق شامل في الظروف". فيما أعلنت السلطات الإسرائيلية عن فتح تحقيق. ووصف تقرير للجيش الحادث بأنه "فشل أخلاقي وسوء اتخاذ القرار".
بعد ذلك، أبدت وزارة الخارجية الأمريكية اهتمامًا خاصًا بكتيبة نيتساه يهودا. كما زار هادي عمرو، نائب مساعد وزير الخارجية للشؤون الفلسطينية الإسرائيلية، عائلة عمر أسعد وطَلب من السفارة الأمريكية في إسرائيل إعداد تقرير عن الكتيبة.
في 9 أكتوبر 2022، قالت وزارة الدفاع الإسرائيلية إنها ستدفع لأسرة المُتوفى 500 ألف شيكل (141 ألف دولار أمريكي)
في 16 أكتوبر 2022، قالت أسرة المتوفى إنها رفضت التعويض المقدم مقابل رفض الدعوى القضائية التي قدموها أمام الولايات المتحدة. والمحاكم الإسرائيلية.
في 10 نوفمبر 2022، قالت السلطة القانونية للجيش الإسرائيلي إنها تستعد لتوجيه الاتهام إلى ضابطين، أحدهما قاد القوة عند الحاجز والآخر مسؤول عن حراسة المعتقلين. في نهاية شهر نوفمبر 2022، أعلنت إسرائيل أنه سيتم نقل كتيبة نيتسح يهودا من الضفة الغربية لكنها نفت أن تكون الخطوة مُرتبطة بأحداث مثيرة للجدل خلال العام الماضي بما في ذلك مقتل أسعد.